# Teleutias parvulus
Teleutias parvulus är en insektsart som beskrevs av Max Beier 1960. Teleutias parvulus ingår i släktet Teleutias och familjen vårtbitare. Inga underarter finns listade i Catalogue of Life.